# John Robert Schrieffer
John Robert Schrieffer (n. 31 mai 1931, Oak Park, Cook County, Illinois, SUA – d. 27 iulie 2019, Tallahassee, Florida, SUA) a fost un fizician american, laureat, împreună cu John Bardeen și Leon Neil Cooper, în 1972, al Premiului Nobel pentru Fizică pentru dezvoltarea teoriei BCS, prima teorie microscopică de succes a superconductivității.